# Jerry Dupuis
Joseph Emile Gerald David "Jerry" Dupuis, född 10 augusti 1904 i Montréal, död 8 augusti 1960 i Québec, var en kanadensisk backhoppare. Han var med i de olympiska vinterspelen i Sankt Moritz 1928 i backhoppning där han kom på delad 15:e plats.